# George Bishop Sudworth
George Bishop Sudworth (Kingston, 31 agosto 1864 – Washington, 10 maggio 1927) è stato un botanico statunitense.

## Biografia
Scoprì e classificò molte nuove specie e varietà di alberi nordamericani.

Pubblicò numerosi testi, fra i quali il più noto è: "A Check List of the Forest Trees of the United States".

Fu uno dei fondatori della "Società dei Forestali Americani" e membro dell' "Accademia delle Scienze di Washington", della "Società di Biologia e Botanica americana", nonché membro onorario dell' "Associazione Forestale Finlandese", la "Finska Forstsamfundet".

Al momento della sua morte  Sudworth era Capo Dendrologo del "Servizio Forestale degli Stati Uniti".

## Alcune opere
Oltre all'opera citata in precedenza Sudworth scrisse, fra l'altro:
- "Important Trees of the Pacific Slope"
- "Cypress and Juniper Trees of the Rocky Mountain Region"
- "Spruce and Baltan Fir Trees of the Rocky Mountains Region"
- "Pine Trees of the Rocky Mountains Region"